# József Munk
József Munk (* 30. November 1890 in Budapest, Königreich Ungarn; † unbekannt) war ein ungarischer Schwimmer.

## Karriere
Munk begann seine sportliche Laufbahn zunächst als Fußballspieler bei dem Verein MUE, beteiligte sich dann 1904 zusammen mit seinem Bruder Ferenc Munk und Béla Révész an der Bildung der Fußballmannschaft des Landesverbands der Handelsangestellten (Kereskedelmi Alkalmazottak Országos Egyesülete). 1906 wechselte er zum Schwimmsport. Im Jahr 1908 nahm er an den Olympischen Spielen in London teil. Hier scheiterte er über 100 m Freistil im Vorlauf. Mit der ungarischen Staffel erreichte der Sportler über 4 × 200 m Freistil den zweiten Rang und sicherte sich somit die Silbermedaille. 1911 wurde er ungarischer Meister über 100 Yards Freistil. Ein Jahr später sollte er ein zweites Mal an Olympischen Spielen teilnehmen – in Stockholm war er für den Wettbewerb über 100 m Freistil gemeldet, trat aber nicht an.
Neben dem Sport arbeitete er zunächst im familieneigenen Restaurant, das sich am Donauufer im V. Bezirk in Budapest befand. Während des Ersten Weltkrieges geriet er bei Jablonka in russische Gefangenschaft. Nach Ende des Krieges kehrte er nicht nach Ungarn zurück, sondern arbeitete fortan in der Sowjetunion als Elektrotechniker. In dieser Zeit änderte er seinen Namen in Josef Mikulszki, Im Zweiten Weltkrieg war er als Übersetzer für ein lokales deutsches Kommando tätig. 1942 geriet er erneut in sowjetische Gefangenschaft, aus der er nicht zurückkehrte.